# Carl Knowles
Carl Knowles (anglès: Carl Stanley Knowles)  (San Diego, 24 de febrer de 1910 - Los Angeles, 4 de setembre de 1981) fou un jugador de bàsquet estatunidenc que va competir durant les dècades de 1920 i 1930.
El 1936 va prendre part en els Jocs Olímpics de Berlín, on guanyà la medalla d'or en la competició de bàsquet. Jugà a bàsquet universitari amb la Universitat de Califòrnia a Los Angeles.